# Muladhara

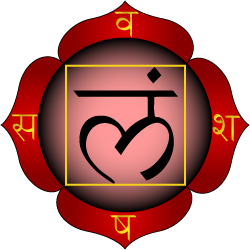
mūlādhāra chakra a comme élément associé: la terre.

Mūlādhāra (sanskrit selon IAST ; devanāgarī : मूलाधार qui signifie « le support du fondement ») est le premier des sept chakras majeurs du tantrisme hindou. Ce chakra est situé au bas de la colonne vertébrale. Son élément est la terre. Le mantra pour l'éveiller est la monosyllabe lam.

## Localisation
Chez l'homme, mūlādhāra est situé au niveau du périnée; chez la femme c'est l'utérus. Ce sont les kshetram de ce chakra. Pour les éveiller, le yogi peut effectuer un bandha (une pratique de haṭha yoga) spécifique à ce chakra. Cela se veut une recherche d'éveil de la force qu'est la kuṇḍalinī.

## Représentation
Mūlādhāra est représenté par un lotus constitué de quatre pétales autour d'un carré. Le carré est jaune, les pétales rouges. Le carré associé à la couleur jaune correspond au symbolisme de l'élément Terre (Pṛthivī) dans l'hindouisme. C'est aussi la base du yantra. On peut voir dessiné ce chakra avec un triangle équilatéral pointé vers le bas ainsi qu'un serpent (la kuṇḍalinī) et un lingam, un des trois portés par les chakra majeurs avec ājñā chakra et sahasrāra, (les sixième et septième). Ganesh, le dieu à tête d'éléphant, ainsi que la déesse Dakini président à ce chakra et sont parfois représentés.

## Nature ou prakṛti

Une autre représentation de muladhara chakra avec un lingam au centre.

Mūlādhāra est le siège de sa propre nature humaine au sens de Prakṛti. Prakṛti conditionne notre propre monde interne régenté par les chakras qui sont tous liés à cette nature, et qui évoluent entre autres à cause d'elle. Si vous avez une nature lente ou au contraire vive, c'est grâce à ce chakra, mais naturellement pas seulement à celui-ci. Pour l'hindouisme, la nature humaine a trois qualités, trois guṇa: l'inertie, les volontés égoïstes, et, les désirs altruistes. Trois chakras sont liés à ces qualités qui font l'humain. Mūlādhāra en est le premier et par cela sans doute le plus important à éveiller et aussi à contrôler. L'éveil de la kuṇḍalinī débute au niveau de ce premier chakra. L'éveil de mūlādhāra peut entrainer des changements de l'état de la conscience.

## Canaux
Les trois canaux ou nāḍī prennent leurs racines au niveau de mūlādhāra. La pratique de prāṇāyāma aide à équilibrer ces trois forces.

## Bija mantra
Le mantra pour éveiller cette roue énergétique est la monosyllabe « LAM » qui est généralement représenté à l'intérieur du triangle, pointe vers le bas. Quatre autres syllabes sont associées à ce chakra: va, scha, sha et sa.

## Fonction
Outre sa nature proche de l'inertie (voir plus haut), mūlādhāra est lié à l'odorat  (ghrāṇa associé à gandha).

## Comparaison avec les autres religions
- Dans le bouddhisme tibétain, ce chakra n'a pas un unique équivalent mais deux dont une roue dénommée : bijou[4].
- Dans le taoïsme, la terre est aussi un carré, le ciel un cercle.
- Dans la kabbale, une roue est située à cette hauteur, roue dénommée Malkuth dans la tradition des sephiroths. Elle est aussi associée à la nature humaine[5].

## Sources
- Swami Satyananda Saraswati, Kundalini Tantra, publié en France chez éditions Swam, édition de 2005, pages 168 et suivantes,  (ISBN 9782950338976).
- muladhara chakra(en) dans Wikipédia en anglais.